# Billbergia minarum
Billbergia minarum är en gräsväxtart som beskrevs av Lyman Bradford Smith. Billbergia minarum ingår i släktet Billbergia och familjen Bromeliaceae. Inga underarter finns listade i Catalogue of Life.